# Iranocichla hormuzensis
Iranocichla hormuzensis – gatunek ryby z rodziny pielęgnicowatych (Cichlidae), jedyny przedstawiciel rodzaju Iranocichla i jedyny rodzimy przedstawiciel Cichlidae występujący w Iranie. Jest blisko spokrewniony z rybami z rodzajów Sarotherodon, Oreochromis i Tristramella.

## Występowanie
Słonawe potoki południowego Iranu w pobliżu cieśniny Ormuz, rzadko spotykana w wodzie słodkiej. Zasiedla miejsca stale ciepłe, niezacienione, zazwyczaj z błotnistym dnem, słabo zarośnięte, intensywnie zalewane w okresie deszczów zimowych.

## Opis
Osiąga w naturze do 10 cm długości. Żywi się glonami i detrytusem. Jest pyszczakiem. Ikrą i młodymi opiekuje się samica.